# 동경 157도
동경 157도(東經157度)는 본초 자오선에서 동쪽으로 157도 떨어진 경선이다. 북극점에서 시작하여 북극해와 러시아, 태평양, 오스트랄라시아, 남극해, 남극을 거쳐 남극점에 이른다.
동경 157도는 서경 23도와 이어져 지구의 둘레를 이룬다.

## 지나가는 지역
북극점에서 남극점까지 동경 157도선은 다음 지역을 지나간다.
| 좌표                                                    | 나라, 지역, 해역 | 주석 |
| ------------------------------------------------------- | ---------------- | --- |
| 북위 90° 0′ 동경 157° 0′  / 북위 90.000° 동경 157.000°  | 북극해           | 러시아 사하 공화국 헨리에타섬(북위 77° 6′ 동경 156° 43′  / 북위 77.100° 동경 156.717° ) 바로 동쪽을 지나감 |
| 북위 77° 2′ 동경 157° 0′  / 북위 77.033° 동경 157.000°  | 동시베리아해     | |
| 북위 71° 5′ 동경 157° 0′  / 북위 71.083° 동경 157.000°  | 러시아           | 사하 공화국 마가단주 — 북위 66° 1′ 동경 157° 0′  / 북위 66.017° 동경 157.000° 부터                         |
| 북위 61° 35′ 동경 157° 0′  / 북위 61.583° 동경 157.000° | 오호츠크해       | 셸리호프만                                                                                                 |
| 북위 57° 51′ 동경 157° 0′  / 북위 57.850° 동경 157.000° | 러시아           | 캄차카 지방 — 캄차카반도                                                                                   |
| 북위 51° 5′ 동경 157° 0′  / 북위 51.083° 동경 157.000°  | 태평양           | |
| 남위 4° 42′ 동경 157° 0′  / 남위 4.700° 동경 157.000°   | 파푸아뉴기니     | 타쿠 환초                                                                                                  |
| 남위 4° 48′ 동경 157° 0′  / 남위 4.800° 동경 157.000°   | 태평양           | |
| 남위 6° 53′ 동경 157° 0′  / 남위 6.883° 동경 157.000°   | 솔로몬 제도      | 슈아절섬                                                                                                   |
| 남위 7° 16′ 동경 157° 0′  / 남위 7.267° 동경 157.000°   | 뉴조지아 해협    | |
| 남위 7° 52′ 동경 157° 0′  / 남위 7.867° 동경 157.000°   | 솔로몬 제도      | 콜롬방가라섬                                                                                               |
| 남위 8° 6′ 동경 157° 0′  / 남위 8.100° 동경 157.000°    | 솔로몬해         | 솔로몬 제도 보나보나섬(북위 8° 11′ 동경 157° 0′  / 북위 8.183° 동경 157.000° ) 바로 서쪽을 지나감          |
| 남위 11° 47′ 동경 157° 0′  / 남위 11.783° 동경 157.000° | 산호해           | |
| 남위 29° 57′ 동경 157° 0′  / 남위 29.950° 동경 157.000° | 태평양           | |
| 남위 60° 0′ 동경 157° 0′  / 남위 60.000° 동경 157.000°  | 남극해           | |
| 남위 69° 12′ 동경 157° 0′  / 남위 69.200° 동경 157.000° | 남극             | 오스트레일리아가 영유권을 주장하는 오스트레일리아령 남극 지역                                              |

## 같이 보기
- 동경 156도
- 동경 158도